# من اکنون اینجایم
من اکنون اینجایم (به اردو: مئین هون نا) یا برادر ناتنی فیلم سینمای هند (بالیوود) به کارگردانی فرح خان است که ۳۰ آوریل ۲۰۰۴ میلادی به سینما آمد. در این فیلم هنرپیشهٔ مشهور بالیوود شاهرخ خان در نقش یک گروهبان و فرزند یک سرگرد ارتش هند به هنرمندی می‌پردازد.

## داستان فیلم
رام پرساد شرما یک سرگرد خبره در کار خودش است پدر او که یک فرمانده ارتش است به دست یکی از دشمنانش تیر می‌خورد دشمنی آن دو با هم برمیگردد به سال‌ها پیش که پسر آن مرد که در ارتش بود توسط دشمن کشته می‌شود و آن مرد عصبانی شده (سونیل شتی) و آن فرد که شخص مهمی بود و باید بازجویی می‌شد را کشت و پدر رام او را از ارتش اخراج می‌کند. پدر رام قبل از مرگ خود به پسرش رام (شاهرخ خان) می‌گوید که او یک برادر ناتنی دارد که مادرش وقتی رام را به خانه آورده قهر کرده و از آنجا رفته‌اند و از او می‌خواهد که خانواده اش را کامل کند سپس می‌میرد. یکی از افسران که دوست پدر رام بود برای محافظت از جان دخترش از سرگرد رام می‌خواهد که به مأموریتی برود و وارد دانشگاه دخترش شود رام که می‌خواست دنبال برادر خود بگردد قبول نمی‌کند اما پس از آنکه می‌فهمد برادرش (زاید خان) نیز در آنجا درس می‌خواند قبول می‌کند و به دانشگاه می‌رود و خود را دانشجو می‌نامد و سعی می‌کند به برادر خود نزدیک شود و همین‌طور می‌شود و برادرش او را به خانه می‌برد و او با همسر پدرش نیز آشنا می‌شود و روز به روز در بین آنها محبوب تر می‌شود و در عین حال از دختر افسر که با برادرش دوست است نیز مراقبت می‌کرد در کالج با دختری که استاد بود آشنا شده و به هم علاقه‌مند می‌شوند تا اینکه دشمن پدرش نقشه ای دارد تا دختر افسر را بدزدد و چند بار سعی می‌کند اما موفق نمی‌شود و به عنوان استاد وارد دانشگاه می‌شود و خود را به رام نزدیک می‌کند و سر انجام به مادر و برادر ناتنی اش راجع به پدر او و خود او که در ارتش هستند می‌گوید و آنها همه چیز را می‌فهمند و به رام می‌گویند که هرگز نمی‌توانند پدر او را تا وقتی او در خانه پدرش است ببخشند بهتر است این را به پدرت بگویی و رام می‌گوید که پدرش مرده‌است و با این حرف انگار آن‌ها را از حرفشان پشیمان می‌کند ولی آن‌ها چیزی نمی‌گویند و رام به کالج رفته و از همه خداحافظی کرده و می‌خواهد برگردد که به او خبر می‌دهند که دشمنش که خود را جای استاد دانشگاه جا زده بود دانشجویان و استادان کالج را با کمک نیرو و افرادی که دارد زندانی کرده و از پلیس می‌خواهد که رام را تحویل آنها بدهند تا دانشجویان را آزاد کنند رام و پلیس که یکی از مهم‌ترین افراد و دوستان آن مرد را گرفته‌اند از او درخواست کمک می‌کنند رام سعی می‌کند که به او بفهماند آن مرد هیچ نیت خیری ندارد و فقط می‌خواهد انتقام مرگ پسر خود را بگیرد او انگار به شک افتاده اما قبول نمی‌کند رام خود را به دست افراد آن مرد می‌سپارد و قبل از رفتن همسر پدرش به او می‌گوید که او هر دو پسر خود را از او می‌خواهد و رام را می‌برند. رام وقتی پیش دشمنش می‌رود سعی به عصبانی کردن او می‌کند و به او می‌گوید که تو هیچ کمکی به ارتش نمی‌کنی و فقط می‌خواهی انتقام بگیری خان (دوست همون دشمنه) با شنیدن این حرف‌ها عصبانی می‌شود و به رام حمله می‌کند با این کارش تمام دانشجویان از جای خود بلند می‌شوند ولی افراد دشمنه نمی‌زارند اون‌ها جلو بیان و خود دشمنه به خان میگه الان وقتش نیست ولی او حرفش رو گوش نمی‌کند و تفنگ رو روی سر رام میگزاره اما او انگار واقعاً فهمیده که دوست او هیچ کاری را برای ارتش نمی‌کند و به فکر انتقام است پس کمی عقب رفته و به دست رام شلیک کرده و سپس به قلب او شلیک کرده و او به زمین می‌افتد طوری به نظر می‌رسد که او مرده و برادرش که شوکه شده به او نگاه می‌کند سمس خان رام را از آنجا می‌برد و معلوم می‌شود که رام در زیر کاپشن خود ضد گلوله پوشیده بوده و همه اینها نقشه بوده و بعد خان می‌رود و رام نقشه خود را اجرا کرده و افراد دشمنش (سه چهار نفر بیشتر نبودند) را می‌کشد و دانشجویان را فراری می‌دهد دشمن او که موضوع را می‌فهمد خان را می‌کشد و به سراغ رام که در همان‌جا ایستاده بود حمله کرده و با هم درگیر می‌شوند سمس به بالای سقف کالج رفته و آنجا با هم دعوا کرده و دشمن رام موفق می‌شود و به اسلحه را سمت رام می‌گیرد و از او می‌خواهد هنگام مرگ به او نگاه کند و پشت به او نباشد رام به سمت او برمی گردد و به او می‌گوید کسب که می‌میرد تو هستی نه من و بعد نارنجکی که دشمنش به خود وصل کرده بود را نشانش می‌دهد و دشمنش می ببند که او حلقه نارنجکش را کشیده و سپس هلیکوپتر می‌آید که برادر رام در آن است و از رام می‌خواهد به سمت او بپرد و رام می‌دود و نارنجک منفجر می‌شود و رام می‌پرد و برادرش دست او را می‌گیرد سپس با هم برگشته و خاکستر پدرشان را که پدرشان خواسته بود تا با هم به رود گنگ بریزند را به آب می‌دهند.